# Noel Streatfeild
Mary Noel Streatfeild, född 24 december 1895, död 11 september 1986, var en brittisk författare, främst känd för sina barnböcker.